# Praslin National Park
Het Praslin National Park is het tweede grootste nationaal park op de Seychellen, na het Morne Seychellois National Park. Het beslaat een oppervlakte van 324 ha en bevindt zich op het Seychelse eiland Praslin. Het hoogste punt ligt op 367 m boven de zeespiegel, maar het bevat ook de diepe Vallée de Mai.